# Campane a martello
Campane a martello («Campanas de martillo» en italiano, conocida en español como Renunciación en España y como Dos mujeres en Argentina) es una película dramática italiana de 1949 dirigida por Luigi Zampa y protagonizada por Gina Lollobrigida, Yvonne Sanson y Eduardo De Filippo. Los decorados de la película fueron diseñados por el director de arte Piero Gherardi. 

## Argumento
Agostina ha estado trabajando como prostituta durante la Segunda Guerra Mundial y ha estado enviando el dinero que ha ahorrado al sacerdote de su ciudad natal para que lo guarde. Después de la guerra regresa a la isla con su amiga Australia, con la intención de abrir una tienda de ropa. Sin embargo, descubre que el sacerdote llevaba muerto un año y su sucesor, creyendo que el dinero era una donación, lo gastó todo en un orfanato para aquellos que perdieron a sus padres en la guerra.

## Reparto
- Gina Lollobrigida como Agostina.
- Yvonne Sanson como Australia.
- Eduardo De Filippo como Don Andrea.
- Carlo Giustini como Marco.
- Carlo Romano como gendarme.
- Clelia Matania como Bianca.
- Agostino Salvietti como alcalde.
- Ernesto Almirante como terrateniente.
- Gino Saltamerenda como carnicero.
- Salvatore Arcidiacono como farmacéutico.
- Ada Colangeli como Francesca.
- Carlo Pisacane como Filippo el monaguillo.
- Francesco Santoro como Franco.
- Vittoria Febbi como Connie.
- Pasquale Misiano como chofer.

## Producción
El rodaje tuvo lugar en Isquia, en el golfo de Nápoles.

## Lanzamiento

### Taquilla
En taquilla recaudó alrededor de 113 millones de liras.